# 焦糖

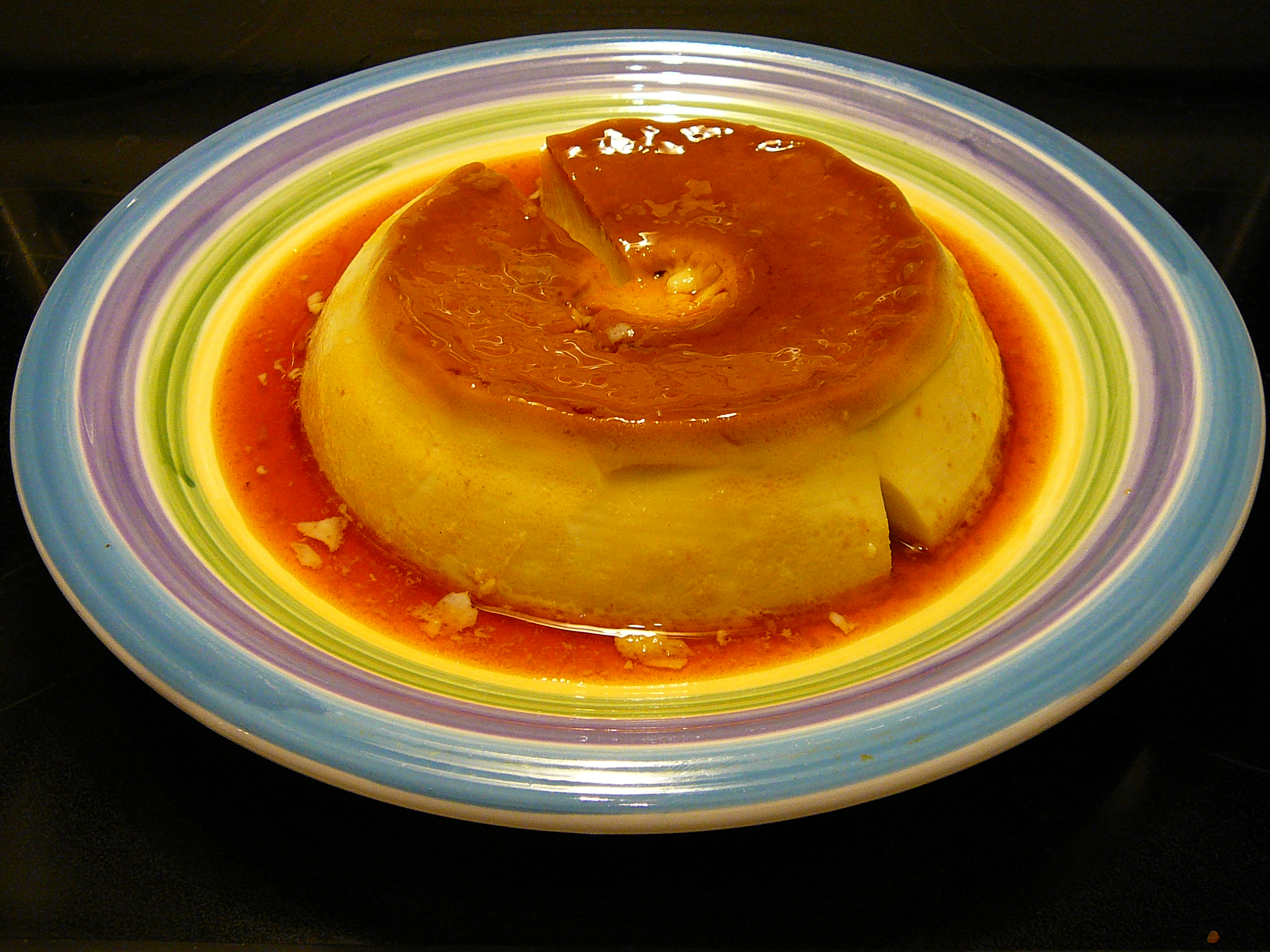
表面有焦糖的甜点

焦糖是将糖加热至攝氏170℃，令其发生焦糖化反应后产生的物质。焦糖常用于制作甜点，可以在糕点、冰淇淋或蛋奶冻等食品中作为糖果或巧克力的代替品产生类似的风味，此外加入沸水煮化后即是常作为咖啡或布丁辅料的液态焦糖。焦糖亦是一种食品着色剂，可乐等饮料常加入焦糖令饮品外观呈现棕黑色，它因此也是威士忌行业唯一允许使用的添加剂。